# Brumptomyia guimaraesi
Brumptomyia guimaraesi är en tvåvingeart som först beskrevs av Coutinho J. O., Barretto M. P. 1941.  Brumptomyia guimaraesi ingår i släktet Brumptomyia och familjen fjärilsmyggor. Inga underarter finns listade i Catalogue of Life.